# Pseudotomoderus
Pseudotomoderus is een geslacht van kevers van de familie snoerhalskevers (Anthicidae).

## Soorten
- P. compressicollis (Motschulsky, 1839)
- P. glabricollis Uhmann, 2000
- P. schawalleri Uhmann, 1990
- P. strangulatus Pic, 1952
- P. sulawesianus Telnov, 2005